# Гробниця Александра Македонського

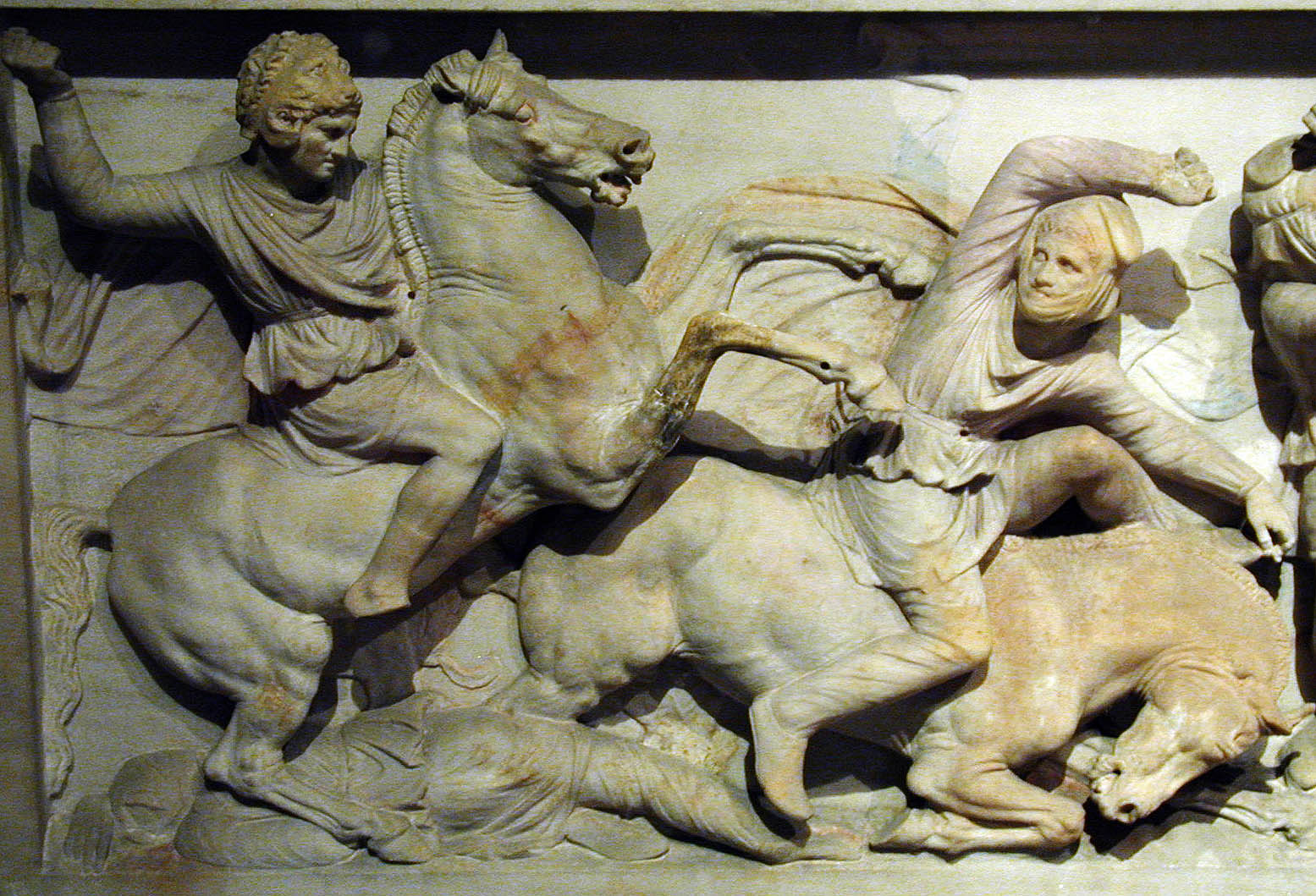
Зображення Александра на саргофагі з Сідона

Гробниця Александра Македонського, особливо її точне місце знаходження, одна з найбільших таємниць в історії. Існує кілька версій про місце його поховання. За однією з найбільш поширених тіло поклали в золоту труну і наповнили її медом. Спочатку труну доставили в Мемфіс, потім в єгипетську Александрію, де він і перебував до кінця періоду античності, після чого зник. Вважається, що гробницю Александра відвідували знамениті римляни Помпей, Цезар і Октавіан Август, Калігула. Розкопки мармурової усипальниці поруч зі стародавнім Амфіполісом,  дають можливість вважати, що усипальниця могла будуватися для тіла Александра .
Існує також так званий Саркофаг Александра, який насправді є саркофагом сидонського царя Абдоланіма. Свою умовну назву він отримав завдяки зображенню на одному з фризів кінного воїна, який б'ється з персами  в так званому «левиному шоломі», в якому бачать Александра Македонського

## Історичні свідоцтва

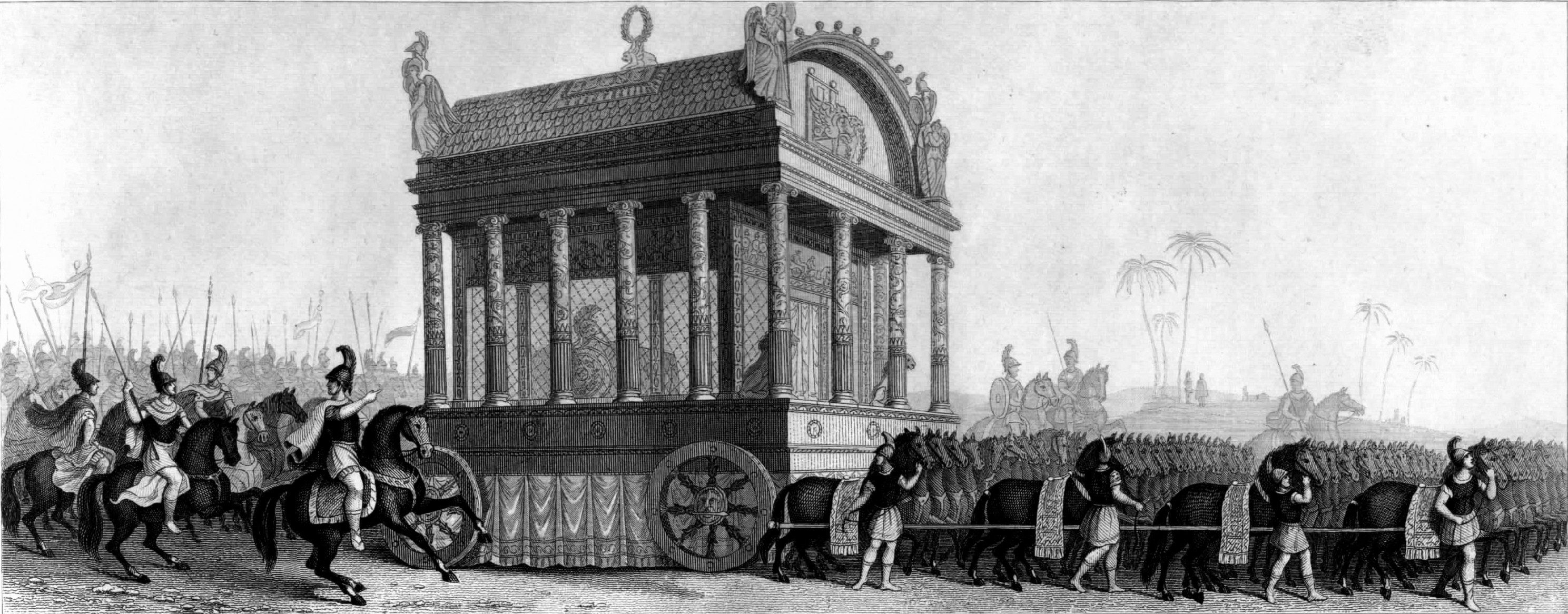
Реконструкція катафалка Александра за описом Діодора

Біограф Александра Македонського Кальсініас писав, що Александр заповідав поховати себе в Єгипті, в Сіва, де жерці стародавнього храму проголосили його сином Амона. Пердікка обіцяв Александрові зробити це, але вирішив відвезти тіло царя в Македонію. Його задум не вдався. Птолемей, зустрівши колісницю в Дамаску, викрав саркофаг з тілом  Александра і перевіз його в 321 році до н .е. в Мемфіс. За свідченням Плутарха через декілька років Птолемей перевіз його в Александрію, поховавши в підземній усипальні. Могила Александра стала місцем масового паломництва людей. В 48 році до н.е. могилу Александра відвідав Цезар. Римський імператор Октавіан Август, коли захопив Александрію, «оглянув тіло Великого Александра, труну якого винесли з святині: в знак поклоніння він поклав на нього золотий вінець і усипав тіло квітами», пише Светоній. Тіло лежало в скляному саркофазі, а мавзолей знаходився на центральній площі”. За словами  Светонія, біля могили Александра побував і Калігула, власноруч зняв з Александра нагрудник, а потім сам носив його. Нарешті, солдатський імператор Септіміус Северус наказав замурувати священну усипальницю, з того часу невідомо, де вона знаходиться. 
За твердженням київського архімандрита Костянтина, який намагався у 1803 році знайти могилу Александра, до 15 сторіччя місце розташування її було добре відомо. У 1850 році з'явилося повідомлення, що перекладач російського консульства в Каїрі, грек Скілітсіс, проник у підвал мечеті Ель-Набі Данієль (пророка Даниїла) в Александрії. Він спустився в вузький і темний підземний прохід і побачив дерев'яні, з'їдені хробаком двері. Зазирнувши в тріщини дощок, він побачив тіло в скляній труні. На голові була золота діадема. Навколо були розсипані папіруси і книги. Після цього випадку йому заборонили відвідувати склеп.  Професор каїрського ісламського університету Абдель Азіз у 1990 році також заявив, що, за його розрахунками, труна з тілом Александра знаходиться під руїнами мечеті Ель-Набі Данієль в старій частині Александрії. Ця мечеть перебуває в районі сучасної вулиці пророка Даниїла, на перетині з авеню Гамаля Абдель Насера в центрі міста, спланованого ще прославленим архітектором Дінократом. Багато сучасних дослідників вважають, що мечеть пророка Даниїла побудована на місці мавзолею Александра. Деякі ранні арабські історики повідомляли, що вони самі відвідували гробницю Александра і молилися в його мечеті, якій мусульмани приписували особливу святість. У 1888 році Генріх Шліман звернувся за дозволом на проведення розкопок в межах мечеті Набі Даніель, але йому було відмовлено. Частина стародавньої Александрії вже частково пішла під воду, а в морі біля берегів міста знаходять залишки древніх споруд. У 1996 році французькі археологи в маленькій бухті біля мису Абукира близько покинутого Східного порту на дні моря виявили дві гранітні статуї, монети та ювелірні прикраси, вік яких перевищує 2,5 тисячі років, все це прекрасно збереглося (статуї зараз знаходяться в міському парку навколо колони Помпея). Також було знайдено кілька саркофагів. Це дозволило припустити, що головна частина царської резиденції знаходилася саме в цьому місці, і серед цих пам'яток може знаходитися могила Александра Македонського, але, так як для проведення розкопок необхідно осушити бухту, то цю  гіпотезу в осяжному майбутньому перевірити не вдасться.

## Розкопки
Єгипетська Верховна рада зі старовини офіційно визнала понад 140 спроб пошуку  гробниці Александра, в тому числі і всередині мечеті Набі Даніель в Александрії .
У 1989 році грецький археолог Ліана Суваліді розпочала розкопки в районі оази Сива, в давнину оаза був відомий як Сантарія. Експерти в області древніх мов вважають, що цю назву можна перевести як «святий арій» або інтерпретувати як «місце, де покоїться Александр». А ще звертає на себе увагу те, що всього в 25 кілометрах від оази є містечко Аль-Міраки. Ця назва дуже схоже з давньогрецьким «міракіан», що перекладається як «чоловік, який помер зовсім молодим». Розкопки тривали протягом п'яти років, в ході яких були виявлені залишки царського поховання. В комплекс усипальниці входили храм і гробниця, в якій знаходилися уламки саркофага з алебастру, виготовленого за межами Єгипту і барельєф з восьми-кінечною зіркою.  З гробниці таємний хід вів до храму Амона-Ра. Тут же знаходилися три стели з написами давньогрецькою мовою. Але  представники Греції, які  відвідали місце розкопок, після ретельного вивчення руїн заявили, що стиль могили не є македонським і знайдений могильний комплекс відноситься до пізнішого періоду. Єгипетська влада наприкінці 1996 року відкликали у Ліани Суваліді ліцензію на продовження розкопок, обґрунтувавши це тим, що вона «бездоказово викликала ажіотаж навколо розкопок в Сиве» . На свої багаторазові прохання про дозвіл продовжити роботу вона і понині отримує відмови. 
Розкопки Гробниці в Амфіполісі знову відновили суперечки з приводу поховання Александра. Деякі вчені вважають, що гробниця була побудована для Александра, але ніколи не використовувалася через Птолемея I. Інші припускають, що римський імператор Каракалла, великий шанувальник Александра, можливо, перевіз його тіло в Амфіполіс наприкінці другого століття нашої ери . 
12 листопада 2014 року в гробниці Амфіполіса був виявлений скелет. Генетична експертиза дозволить порівняти ці останки з генетичним матеріалом з гробниці в  Вергіні.  Тільки аналіз ДНК надасть можливість встановити жінка або чоловік був похований в гробниці, а потім досліджувати особистість , .

## Цікаві факти
- Дорофей, єпископ Тирський (255 — 362 н.е.), коли повернувся з вигнання, заявив, що жителі оази Сива в Єгипті були язичниками і поклонялися єгипетському богу Амону та Александру Великому, який був похований там  [14].
- Сисой Великий, який жив у Єгипетській пустелі у печері,  завжди зображується  поруч з могилою Александра Великого, розмірковуючи про марність життя і неминучість смерті. Можливо він знайшов гробницю Александра?[14]